# Амоев, Керим Алиханович
Амоев, Керим Алиханович (курд. Kêrîm Alîxanovîç Amoêv, род. 22 января 1939 года, Арташар, Армянская ССР) — востоковед, экономист, писатель, иранист-курдолог, доктор экономических наук, профессор, член редакционной коллегии научных периодических изданий Института востоковедения им. Академика Г. Церетели и Института Азии и Африки — «Ориенталист» и «Перспектива», бывший председатель «Союза езидов Грузии», а в настоящее время — Президент Центра курдских исследований.

## Биография
Керим родился 22 января 1939 года в селении Арташар Октемберянского района Армянской ССР в семье курдов (езидов) — Амоева Алихана Лазгиновича и Амоевой Басе Ахиджановны. В 1945 году семья Амоевых покинула Армению и переехала жить в город Тбилиси.
В 1958 г. Керим Алиханович успешно окончил факультет Востоковедения Тбилисского Государственного Университета, где специализировался по персидскому языку и истории стран Ближнего и Среднего Востока.
Защитил дипломную работу по курдской проблематике: «Шараф-наме Шараф хана Битлиси — как первоисточник по истории курдов».
С 1965 по 1968 годы был аспирантом Института Ближнего и Среднего Востока Академии наук Азербайджана (г. Баку), где специализировался по экономике развивающихся стран (экономика Ирана).
В 1969 г. после возвращения в Тбилиси, начал работу в институте Информации АН.
С 1970 по 1973 гг. работал в Центральном Статистическом Управлении сначала заместителем заведующего отдела переписи населения, а затем переоценки основных фондов.
В 1973 г. защитил диссертацию на тему «Экономическое положение Иранского Курдистана (1945—1963)».
С 1973 по 1993 гг. работал в Институте экономики и планирования народного хозяйства сначала заведующим сектором отдела информации, ученым секретарем института, затем заведующим сектором социальной сферы и внешнеэкономических связей.
С 1994 по 2008 гг. работал в Тбилисском Институте Азии и Африки, сначала заведующим учебным отделом, а затем — проректором института.
С 2009 г. по настоящее время — руководитель магистерских и докторских программ Института Азии и Африки Тбилисского Свободного Университета.
Так же является членом редакционной коллегии научных периодических изданий Института востоковедения им. Акад. Г. Церетели и Института Азии и Африки — «Ориенталист» и «Перспектива». На протяжении долгих лет был председателем «Союза езидов Грузии», а в настоящее время — Президент Центра курдских исследований.
Керим Алиханович является стипендиатом немецкой академии по обмену специалистами. Принимает участие в различных международных конгрессах и симпозиумах (Москва, Санкт-Петербург, Ереван, Тбилиси, Эрбиль, Баку).
Имеет более 80 научных работ, в том числе и 4 книги.